# 124 (numero)
Centoventiquattro (124) è il numero naturale dopo il 123 e prima del 125.

## Proprietà matematiche
- È un numero pari.
- È un numero composto e ha i seguenti sei divisori: 1, 2, 4, 31, 62, 124. Poiché la somma dei divisori (escluso il numero stesso) è 100 < 124 è un numero difettivo.
- È un numero intoccabile, non essendo la somma dei divisori propri di nessun altro numero.
- È un numero 22-gonale.
- È un numero stella octangulare.
- È parte delle terne pitagoriche (93, 124, 155), (124, 957, 965), (124, 1920, 1924), (124, 3843, 3845).
- È un numero palindromo e un numero a cifra ripetuta nel sistema di numerazione posizionale a base 5 (444).
- È un numero nontotiente (per cui la equazione φ(x) = n non ha soluzione).
- È un numero congruente.
- È un numero odioso.
- È l'unico numero pennuto a base (4,6,9,20), ossia il numero di combinazioni lineari con base (4,6,9,20) che hanno come risultato il numero 124 sono 124.

## Astronomia
- 124P/Mrkos è una cometa periodica del sistema solare.
- 124 Alkeste è un piccolo asteroide della Fascia principale del sistema solare.

## Astronautica
- Cosmos 124 è un satellite artificiale russo.

## Chimica
- È il numero atomico dell'Unbiquadio (Ubq), nome sistematico dell'elemento, temporaneamente assegnato dallo IUPAC.

## Trasporti
- La Fiat 124 è stata un'auto prodotta dalla Fiat dal 1966 al 1974.
- Antonov An-124 Ruslan è stato il più grande aereo prodotto in serie.

## Altri campi
- E124 Rosso cocciniglia è un additivo alimentare della famiglia dei coloranti.